# Museum Liaunig

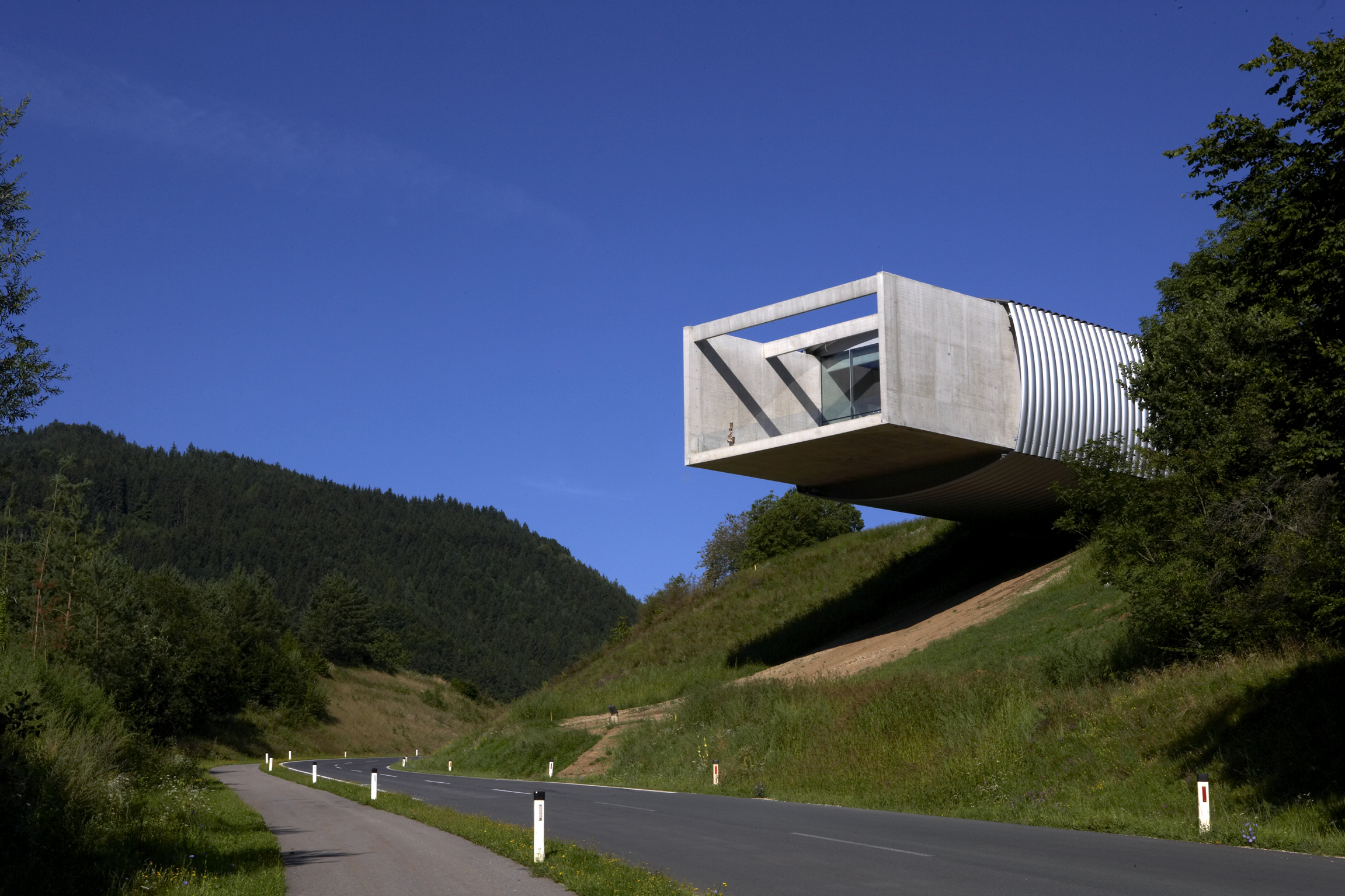
Museum Liaunig in Neuhaus, Kärnten

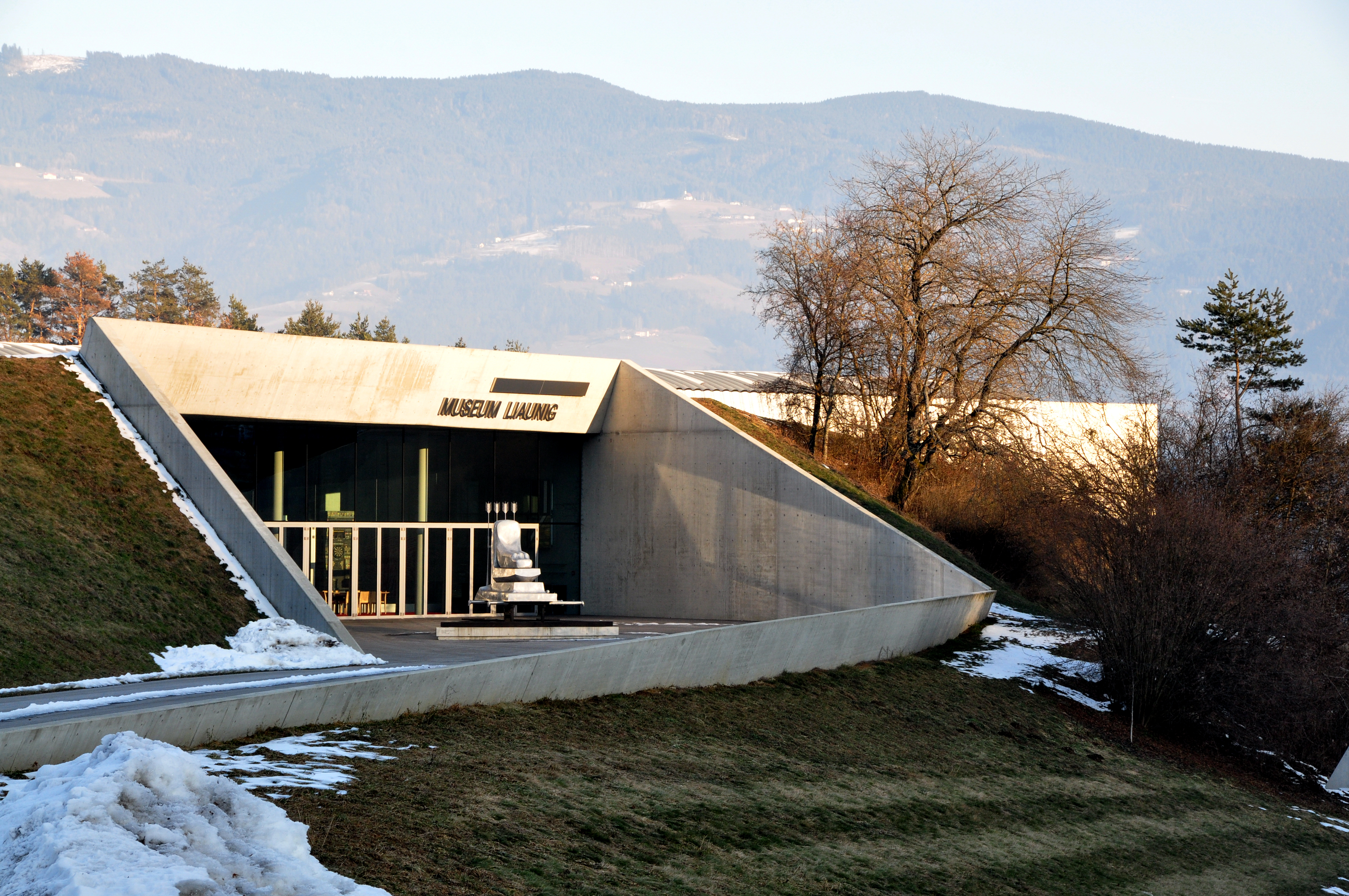
Museum Liaunig in Neuhaus, Süd-Ansicht Schwabegg

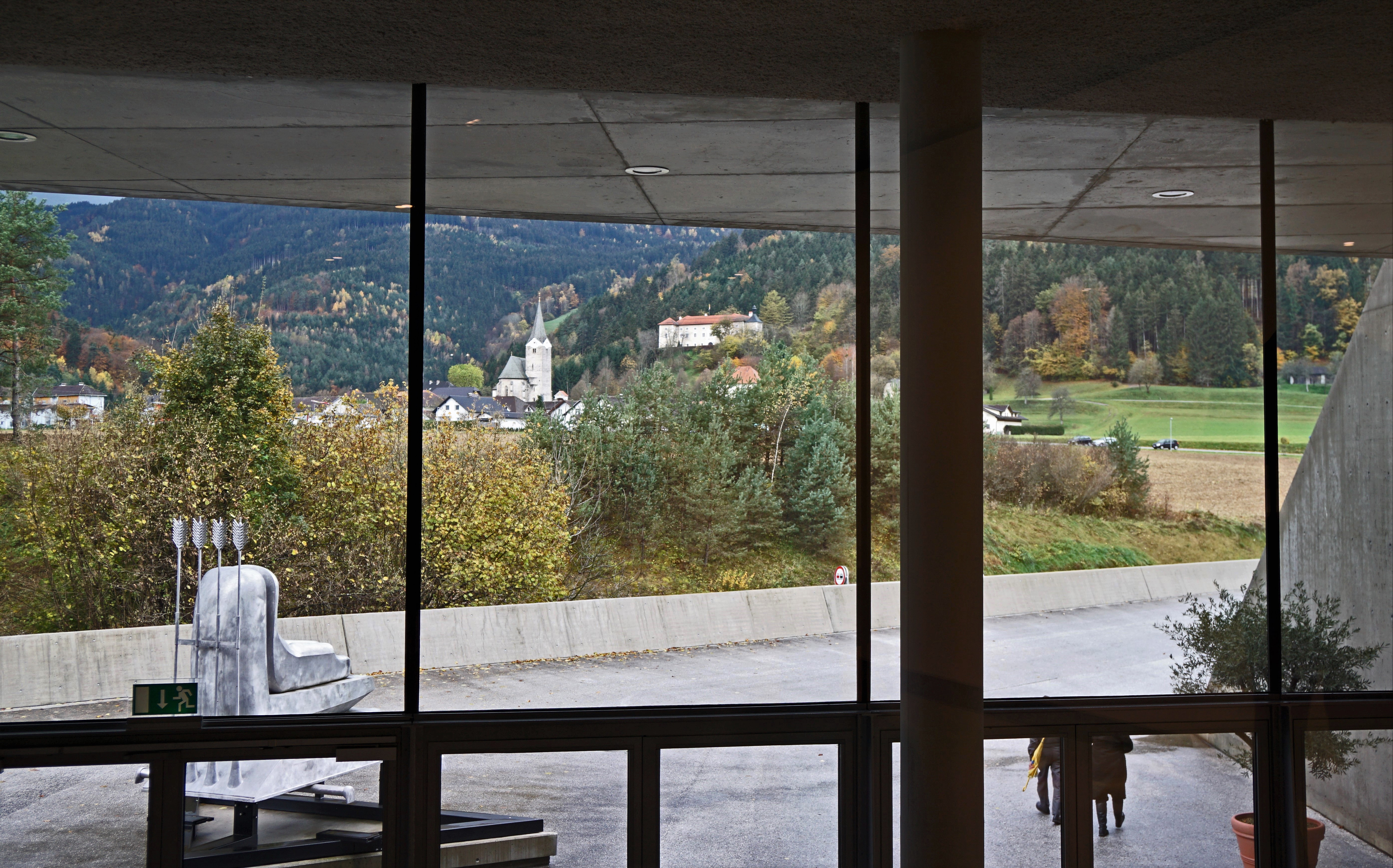
Blick aus dem Museum Liaunig auf den Ort und das Schloss Neuhaus

Das Museum Liaunig in Neuhaus (slow. Suha) ist ein privates Kunstmuseum in Kärnten. Es wurde 2008 eröffnet. Neben der Sammlung Essl in Klosterneuburg ist es das zweite österreichische Privatmuseum für zeitgenössische Kunst. Präsentiert wird die Privatsammlung des 2023 verstorbenen Industriellen und Kunstsammlers Herbert W. Liaunig. Seit 2018 wird das Museum von dessen Sohn, dem Architekten Peter Liaunig, geleitet.

## Vorgeschichte
Etwa seit dem Jahr 2000 plante Liaunig den Bau eines Museums für seine Sammlung, die in seinem Wohnsitz auf Schloss Neuhaus nicht mehr genug Platz fand. Auch sollte sie der Öffentlichkeit zugänglich sein.
Ein erster Wettbewerb für den Bau eines Museums fand 2004 statt, den die französische Architektin Odile Decq gewann. Ursprüngliche Zusagen der Kärntner Landesregierung, sich an Bau und Betriebskosten des Museums finanziell zu beteiligen, kamen unter den Kulturreferenten Jörg Haider und Martin Strutz (beide BZÖ) nicht zum Tragen. Die Verwirklichung der Pläne Decqs scheiterte unter anderem an der Kostenüberschreitung ihres Projektes. Es folgte ein zweiter, rein österreichischer Wettbewerb, den das Architektenteam querkraft gewann.

## Architektur
Das Museum wurde von dem Wiener Architektenteam querkraft konzipiert. Der Bau ist geprägt von Sichtbeton und Stahl, eine Reminiszenz an Liaunigs Industriekarriere, und umfasst eine Nutzfläche von 4.400 m². Das industrielle Erscheinungsbild war von Liaunig in der Ausschreibung gefordert worden. Vom tiefergelegenen Eingangsbereich führt ein Schaudepot mit etwa 600 m² Fläche zum querliegenden Trakt für Malerei und Plastik schräg nach oben. Dieser Gebäudeteil ist als White Cube mit einem röhrenartigen Hauptraum mit 160 Metern Länge, nur 13 Metern Breite und sieben Metern Höhe aufgebaut, die Größe der Ausstellungsfläche ist hier etwa 2000 m². Die Röhre besteht aus einer betonierten U-Form mit einer Hülle aus pulverbeschichtetem Stahlblech mit Glasstreifen. Der Bau ist großteils in eine Hügelkuppe eingelassen, erhält jedoch in den meisten Bereichen natürliches Oberlicht. An den beiden Enden ragt der Bau über die Böschung, auf einer Seite 30 m weit in Richtung Bundesstraße mit einer Aussichtsterrasse.
Drei weitere Baukörper sind diesem Hauptgebäude untergeordnet, in denen sich ein Bereich für Grafik mit etwa 500 m² und der schwarze Kubus für die Sammlung „Gold der Akan“ mit etwa 350 m² befinden. Die Kosten für das Museum beliefen sich auf rund 9,5 Mio. Euro.
Aufgrund der auf 3000 Werke angewachsenen Sammlung wurde das Museum seit Frühjahr 2014 nach Plänen des Wiener Architekten-Team querkraft um rund 2.500 m² auf insgesamt 7.500 m² erweitert und am 25. April 2015 wieder eröffnet.
Der neue dreieckige Raum, der neben dem Foyer abzweigt, ermöglicht nun erstmals auch Platz für Leihgaben und Wechselausstellungen, sowie eine Bühne für Lesungen, Konzerte und weitere Veranstaltungen. Durch einen 50 Meter langen Korridor gelangt man in die neue Glas- und Miniatursammlung. Daneben befindet sich ebenfalls im Souterrain eine Skulpturenhalle. Fünf Sekunden beträgt dort die Nachhallzeit. Zusätzlich wird noch an einem „in die Landschaft eingelassene Skulpturengarten“ gebaut.
Das Museum wurde bereits vier Jahre nach Fertigstellung im Dezember 2012 seitens des Bundesdenkmalamtes unter Denkmalschutz gestellt.

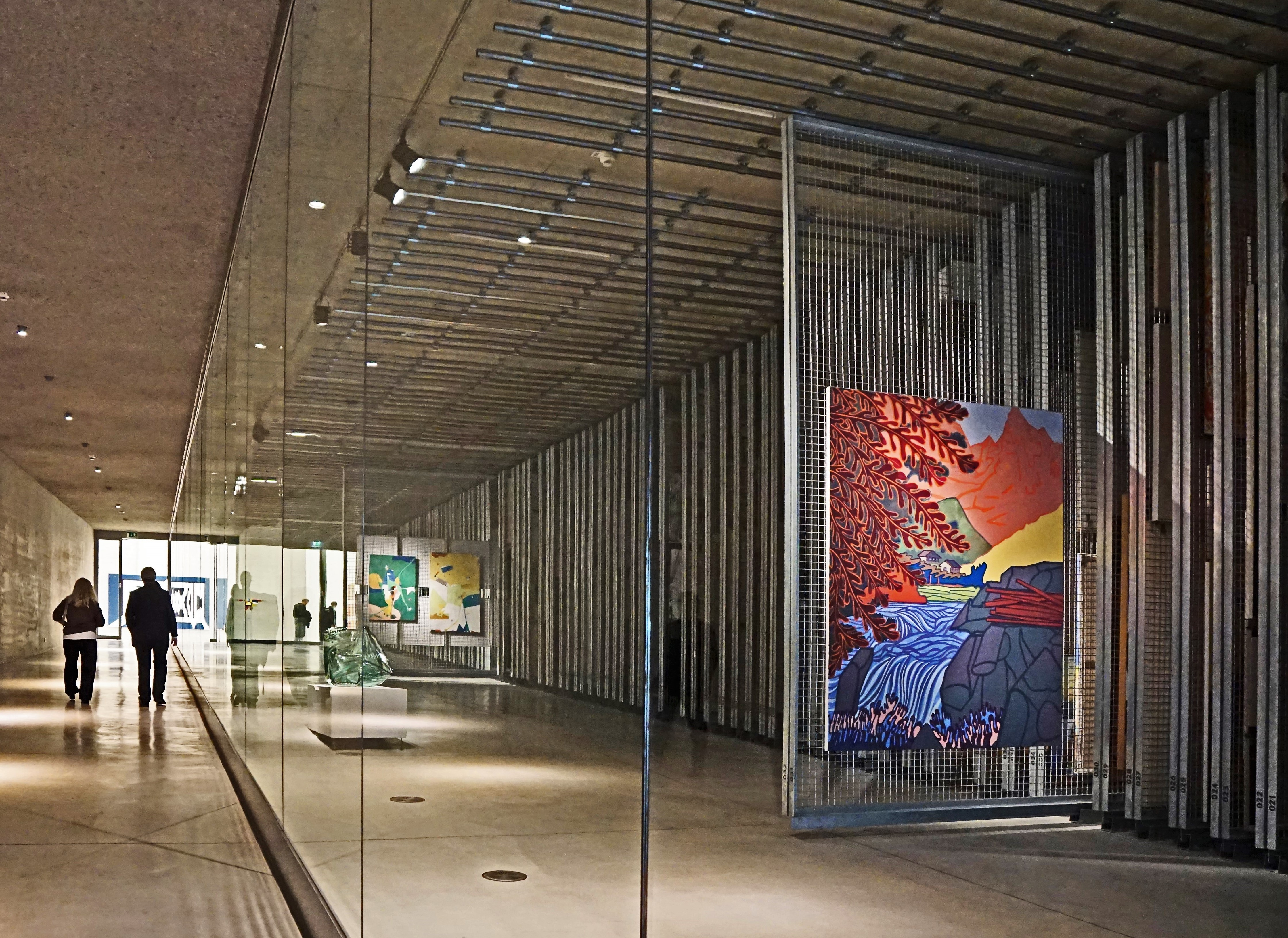
Schaudepot
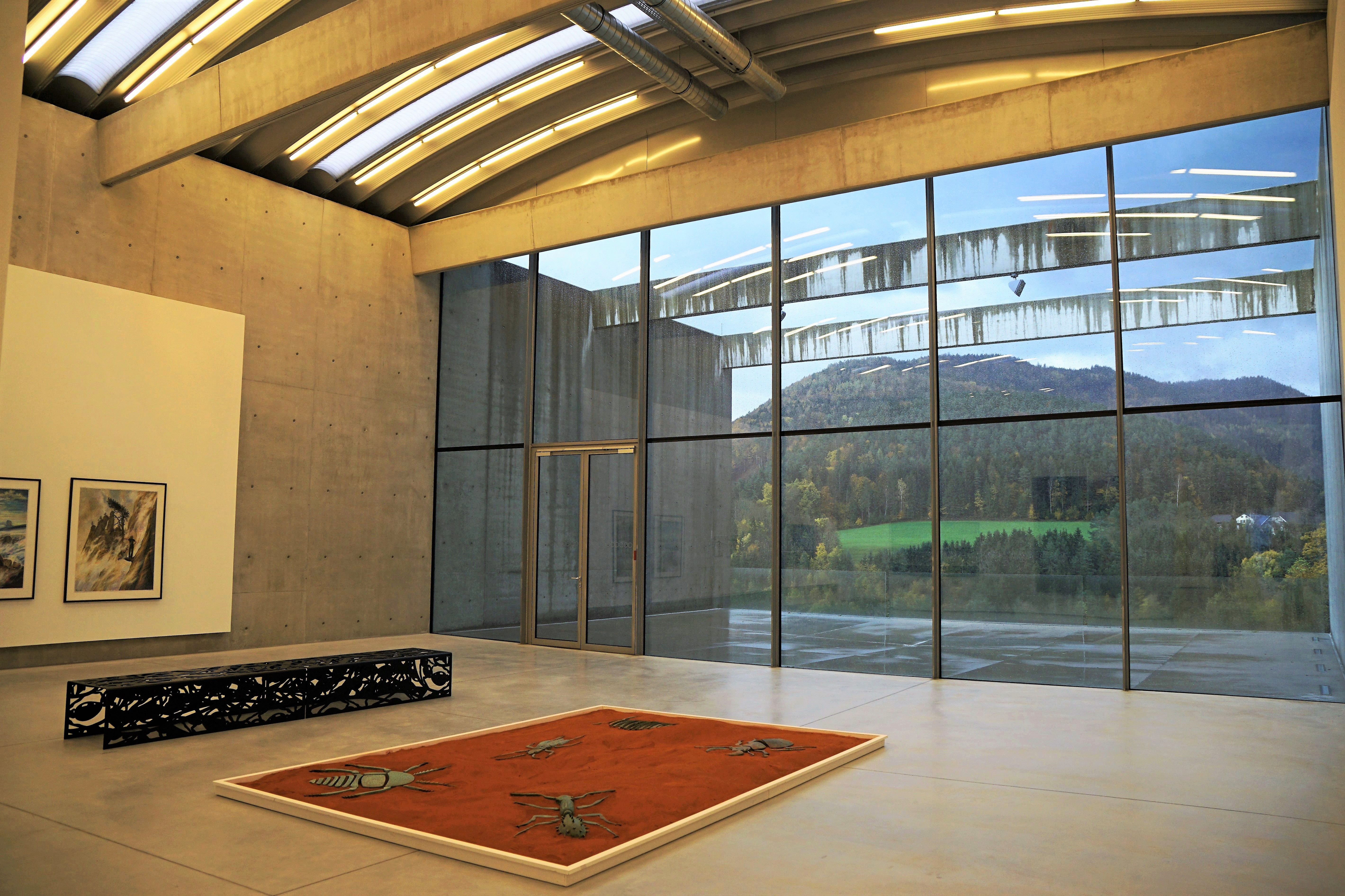
Innenansicht
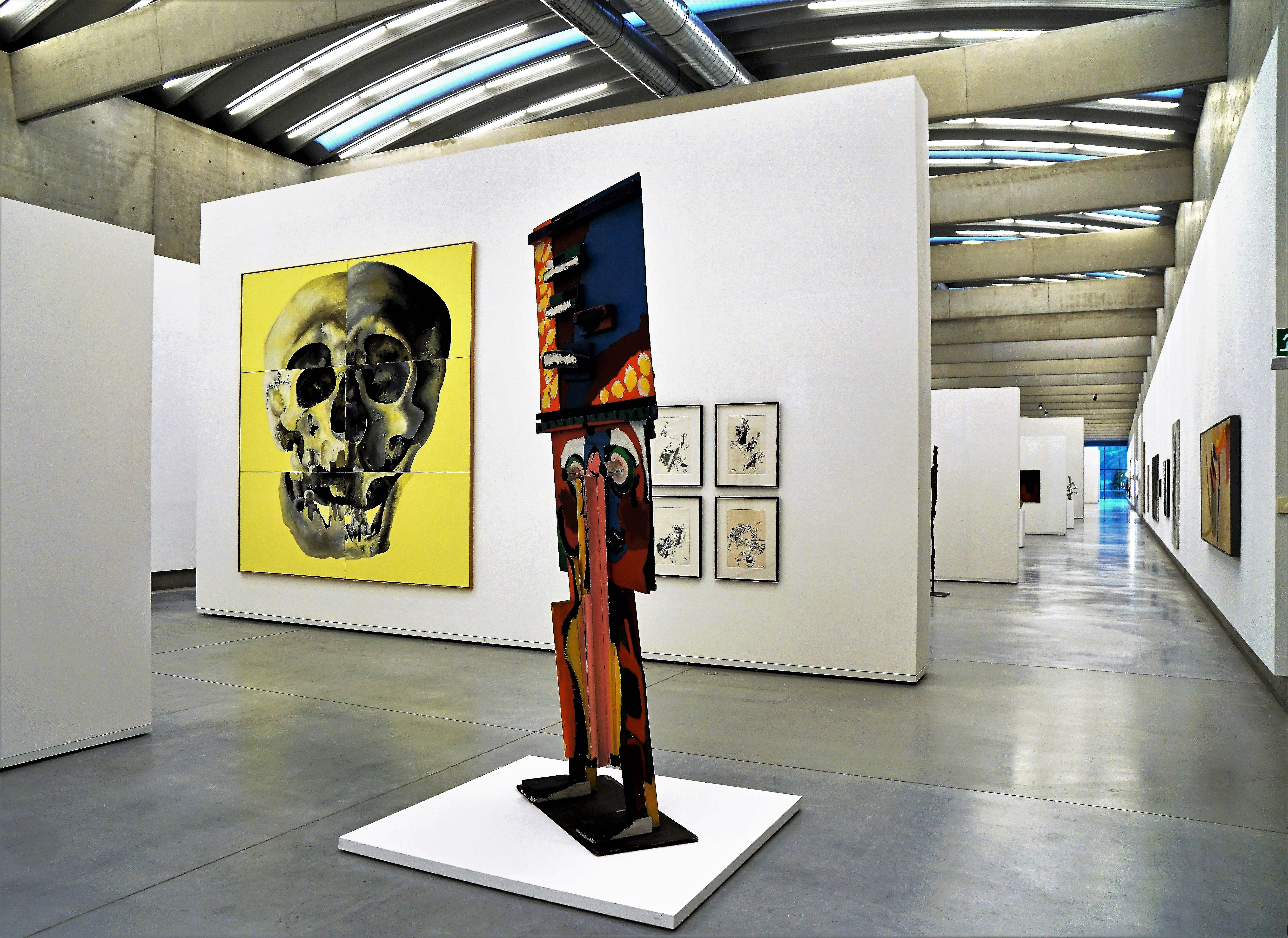
Innenansicht
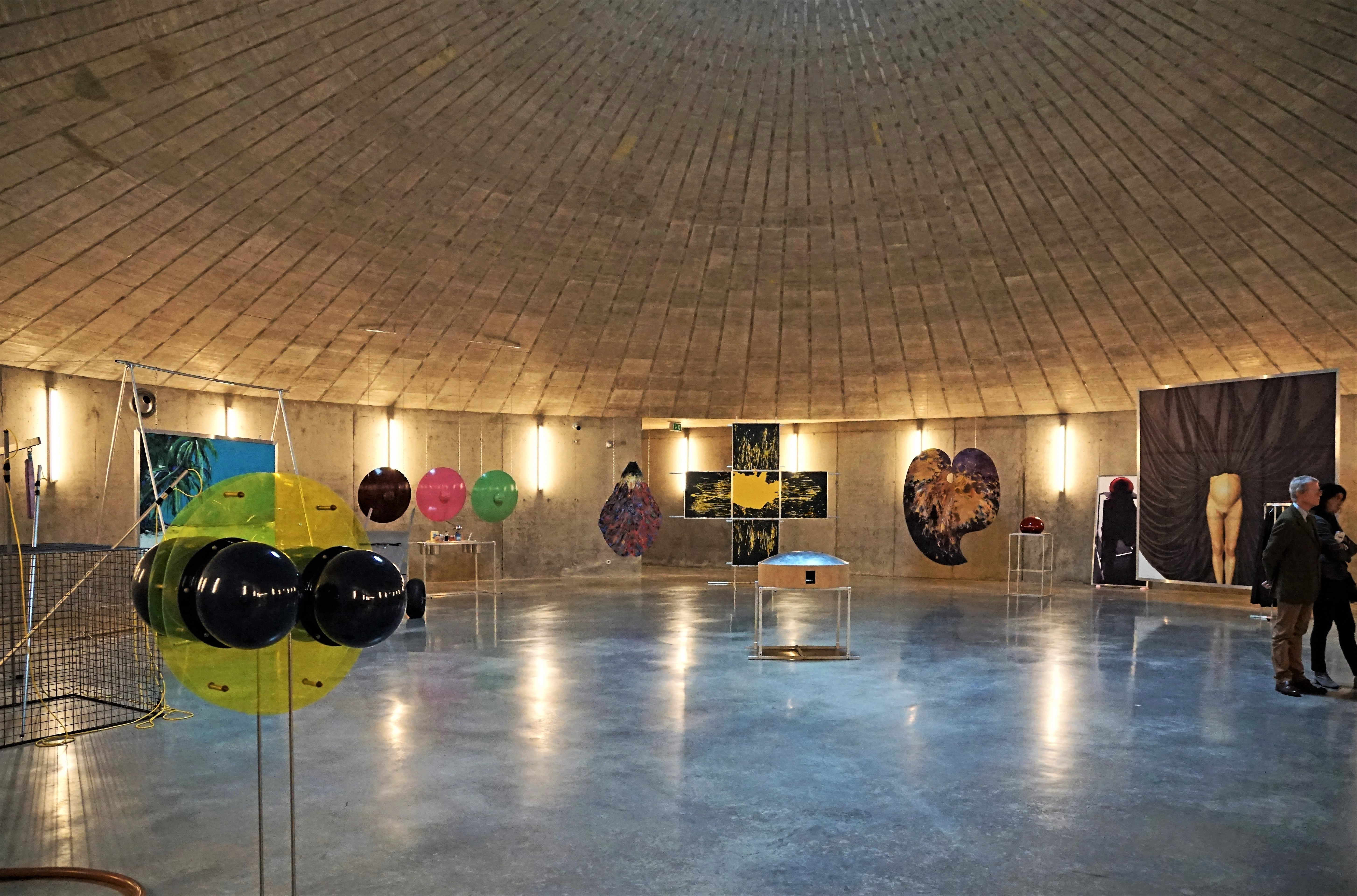
Skulpturenhalle

## Sammlung
Das Museum präsentiert eine Auswahl von 300 Werken aus der Sammlung, die insgesamt etwa 2500 Kunstwerke umfasst. Nach Angaben des Museums handelt es sich um eine der größten Sammlungen österreichischer Kunst ab 1950, ergänzt durch markante Werke ausländischer Maler und Plastiker. Rezensenten sprechen von der größten Schausammlung österreichischer Nachkriegskunst. Zu den in der Sammlung vertretenen Österreichern gehören Arnulf Rainer, Maria Lassnig, Hans Bischoffshausen, Meina Schellander, Cornelius Kolig, Bruno Gironcoli, Wolfgang Hollegha, Markus Prachensky, Hans Staudacher, Drago Prelog und Helga Philipp.
Über eine Lichtinstallation von Brigitte Kowanz wird zudem eine Verbindung zur Sammlung von Goldobjekten aus Afrika hergestellt, die in einem eigenen, komplett unterirdisch gelegenen Trakt präsentiert werden. Die Ausstellung „Gold der Akan“ präsentiert 600 Schmuck- und Kultobjekte afrikanischer Königsstämme (Ashanti, Baule, Ebrie). Die überwiegend aus dem 19. und 20. Jahrhundert stammenden Exponate stellen eine der vier größten Sammlungen der Welt zu diesem Thema dar.
Berater Liaunigs bei Errichtung und Ausrichtung des Museums und Kurator der aktuellen Ausstellung ist Peter Baum, zuvor langjähriger Galerie- und Museumsleiter in Linz. Teile der Schausammlung sollen jährlich ausgetauscht werden.
2009 wurden 8.400 Besucher registriert.

## Auszeichnungen
- 2008 Österreichischer Bau-Preis
- 2011 Österreichischer Museumspreis[19]
- Am 1. Mai 2011 gab die Österreichische Post AG im Rahmen der Dauermarkenserie Kunsthäuser eine Briefmarke zu dem Baukunstwerk heraus.